# Quinton (strumento musicale)
Il quinton è uno strumento musicale cordofono ad arco, diffuso principalmente in Francia nel XVIII secolo (tra il 1730 e il 1789). Il nome deriva dal fatto che, nelle ensemble d'archi, era solitamente deputato ad eseguire la quinta vox. Lo stesso nome è talvolta usato per riferirsi al pardessus de viole (una particolare viola da gamba a sei corde, di taglio sopranile). In quel periodo, infatti, il pardessus ha perso una corda ed adottato la stessa accordatura del quinton, ricoprendone lo stesso ruolo nelle ensemble. Tuttavia, il termine quinton si riferisce correttamente non al pardessus (che ha tutte le caratteristiche di una viola da gamba), ma allo strumento con caratteristiche ibride di violino. In letteratura i riferimenti sono spesso confusi, anche a causa dello scarso rigore nella nomenclatura degli strumenti francesi, imprecisa anche nelle fonti storiche.

## Caratteristiche
Il quinton aveva caratteristiche costruttive ibride tra il violino, con il quale condivideva buona parte delle caratteristiche della cassa armonica, e la viola da gamba, con la quale aveva in comune la curvatura delle spalle, il manico largo e la tastiera con sette tasti in budello. Era montato con cinque corde, accordate come Re2/Sol2-Re3-La3-Re4/Mi4-Sol4 (tipicamente Sol2-Re3-La3-Re4-Sol4, con le tre gravi analoghe al violino e le due superiori analoghe alla viola da gamba).  Il riccio poteva essere una voluta (come nei violini) o scolpito (come in molte viole da gamba e viole d'amore). Veniva suonato alla maniera della viola da gamba e l'arco veniva impugnato con la mano al di sotto della bacchetta.

## Storia
Lo strumento compare intorno al 1730, come risposta dei costruttori francesi al crescente prestigio degli strumenti ad arco italiani dell'epoca. Analogamente al violino piccolo, nasce per eseguire agevolmente passi di tessitura alta, ma rispetto a quest'ultimo aveva una maggiore sonorità nel registro acuto, mantenendo però un suono corposo nel registro grave. È diventato uno strumento alla moda in Francia, prediletto dalle donne e suonato regolarmente nei concerti;  l'apice di popolarità del quinton è a metà del secolo, all'inizio degli anni cinquanta. Molti prestigiosi liutai francesi costruirono quinton di ottima fattura, conferendo a tale strumento un alto valore di mercato. Dagli anni sessanta ha perso importanza (analogamente ad altre viole da gamba) e ha assunto caratteristiche più prossime al violino (accordatura ed impugnatura dell'arco), venendo praticamente abbandonato nel periodo della Rivoluzione francese.

## Repertorio
Alcune sonate scritte appositamente per questo strumento sono state composte da Jacques Aubert e pubblicate nella sua op. 4.